# Modibo Maïga
Modibo Maïga (Bamako, Malí, 3 de septiembre de 1989) es un futbolista maliense. Juega de delantero en el Hajer Club de la Liga Príncipe Mohammad bin Salman.

## Selección nacional
Ha sido internacional con la selección de Malí en 59 ocasiones anotando 13 goles.

## Clubes
| Club                               | País                   | Año       |
| ---------------------------------- | ---------------------- | --------- |
| Stade Malien                       | Mali                   | 2003-2004 |
| Raja CA Casablanca                 | Marruecos              | 2004-2007 |
| Le Mans F. C.                      | Francia                | 2007-2010 |
| F. C. Sochaux-Montbéliard          | Francia                | 2010-2012 |
| West Ham United F. C.              | Inglaterra             | 2012-2015 |
| Queens Park Rangers F. C. (cedido) | Inglaterra             | 2014      |
| F. C. Metz (cedido)                | Francia                | 2015      |
| Al-Nassr                           | Arabia Saudita         | 2015-2016 |
| Al-Ittihad Kalba S. C.             | Emiratos Árabes Unidos | 2016-2017 |
| Ajman Club                         | Emiratos Árabes Unidos | 2017-2018 |
| Buriram United                     | Tailandia              | 2019      |
| Ajman Club                         | Emiratos Árabes Unidos | 2021      |
| Hajer Club                         | Arabia Saudita         | 2021-     |